# Jorge Polaco
Jorge Polaco (20 de noviembre de 1946-Buenos Aires, 20 de febrero de 2014) fue un director y guionista de cine argentino, y profesor de Letras egresado de la Universidad de Buenos Aires.

## Biografía
Se inició realizando películas independientes en Súper 8, por las que obtuvo importantes galardones. Su principal cortometraje llamado Margotita fue realizado en 1983 protagonizado por su actriz fetiche Margot Moreyra (apodada precisamente con el diminutivo de su nombre, es decir: Margotita).  Su primer largometraje fue Diapasón, filmado en 16 mm y llevado luego a 35 mm. Su temática utiliza como elemento fundamental la revulsión y la maraña de sus personajes se integra con personajes marginales con los que el director cuestiona todas las instituciones sociales.
La exhibición de su filme Kindergarten, fue objeto de una prohibición cautelar por la justicia por una presunta corrupción de menores, siendo el primer caso de censura en Argentina desde del retorno de la democracia en 1983. La medida fue revocada seis meses después, pero luego de esto los productores decidieron no exhibirla. Recién después de 21 años una copia restaurada de la misma fue proyectada en el Festival Internacional de Cine de Mar del Plata en 2010.
Polaco muere en Buenos Aires el 20 de febrero de 2014 a los 67 años de edad víctima de un paro cardiorrespiratorio derivado como complicación del mal de Parkinson.

## Filmografía

### Director
- Príncipe azul (2013)
- Arroz con leche (2009)
- A Berta Singerman[4] (cortometraje) (2007)
- Historias de Argentina en vivo (2001) (episodio de Julio Bocca)
- El milagro (cortometraje) (2001)
- Viaje por el cuerpo (2000)
- La dama regresa (1996)
- Siempre es difícil volver a casa (1992)
- Kindergarten (inédita) (1989)
- En el nombre del hijo (1987)
- Diapasón (1986)
- Margotita (mediometraje cuasi documental referido a su "actriz fetiche" Margot Moreyra, 1983)

### Intérprete
- Dirigido por...  (documental)  (2005) …Él mismo
- Fuego gris (1993)
- Diapasón (1986) …Mendigo
- De las caras de los espejos (cortometraje) (1982)

### Producción
- Príncipe azul (2013)

### Guionista
- Príncipe azul (2013)
- Arroz con leche (2008)
- Siddharta  (2003)
- El milagro  (cortometraje) (2001)
- Viaje por el cuerpo (2000)
- Siempre es difícil volver a casa (1992)
- Kindergarten  (1989)
- En el nombre del hijo  (1987)
- Diapasón  (1986)

### Autor
- La dama regresa (1996)

### Asistente de dirección
- Ecce civitas nostra (cortometraje) (1985)

## Premios
Margotita
- Medalla de Oro de la televisión de Francia (Antenne 2).
- Grand Prix Festival Internacional de Cine de Huy, Bélgica.
- Mejor Film Argumental Extranjero, Bruselas, Bélgica, primer premio del Ministerio de Cultura belga.
- Copa de Bronce a la Mejor Dirección Extranjera, en Wattrelos, Francia.
- Medalla de Plata en la Competición Internacional de Cine de Londres (1986).
- Premio a la Mejor Interpretación Femenina a Margot Moreyra, en Wattrelos, Francia.
- Premio a la Mejor Interpretación Femenina a Margot Moreyra, en el Festival Internacional de Cine de Badalona, España.
- Premio a la Mejor Interpretación Femenina a Margot Moreyra, en el Festival Internacional de Cine de Saint Hubert, Canadá.

Viaje por el cuerpo
- Candidato para el Premio Cóndor de Plata a la Mejor Dirección Artística (2001).
- Candidato para el Premio Cóndor de Plata al Mejor Guion Adaptado (2001).
- Premio Faisán de Oro en el Festival de Cine Internacional de Kerala (2001).
- Premio Manzana de Oro a la Mejor Película en LaCinemaFe Festival de Cine Internacional de Nueva York  (2001).

En el nombre del hijo
- Premio Delfín de Oro en Festróia - Festival de cine internacional de Tróia (1988).

Diapasón
- Mención Especial a la Dirección en el Festival Internacional de Cine de Locarno (Suiza).
- Premio Especial del Jurado en el Festival Internacional de Cine de Amiens (Francia).
- Premio a la Mejor Actriz ( Marta Frydman) en el Festival Internacional de Cine de Amiens, Francia.